# کایند (لوئیزیانا)
کایند (به انگلیسی: Kinder) شهری در ایالت لوئیزیانا کشور ایالات متحده آمریکا است که جمعیت آن در سرشماری سال ۲۰۱۰ میلادی، ۲٬۴۷۷ نفر بوده‌است.